# 紀元前717年
紀元前717年（きげんぜん717ねん）は、西暦（ローマ暦）による年。紀元前1世紀の共和政ローマ末期以降の古代ローマにおいては、ローマ建国紀元37年として知られていた。紀年法として西暦（キリスト紀元）がヨーロッパで広く普及した中世時代初期以降、この年は紀元前717年と表記されるのが一般的となった。

## 他の紀年法
- 干支 : 甲子
- 中国
  - 周 - 桓王3年
  - 魯 - 隠公6年
  - 斉 - 釐公14年
  - 晋 - 哀侯元年
  - 秦 - 文公49年
  - 楚 - 武王24年
  - 宋 - 殤公3年
  - 衛 - 宣公2年
  - 陳 - 桓公28年
  - 蔡 - 宣侯33年
  - 曹 - 桓公40年
  - 鄭 - 荘公27年
  - 燕 - 繆侯12年
- 朝鮮
  - 檀紀1617年
- ユダヤ暦 : 3044年 - 3045年

## できごと

### 中国
- 斉の釐公と魯の隠公が艾で会盟した。
- 翼の嘉父が鄂侯を随から迎えて鄂に送り込んだ。
- 鄭軍が陳に侵入して戦果を得た。
- 宋軍が鄭の長葛を奪った。